# Kamla Bhasin

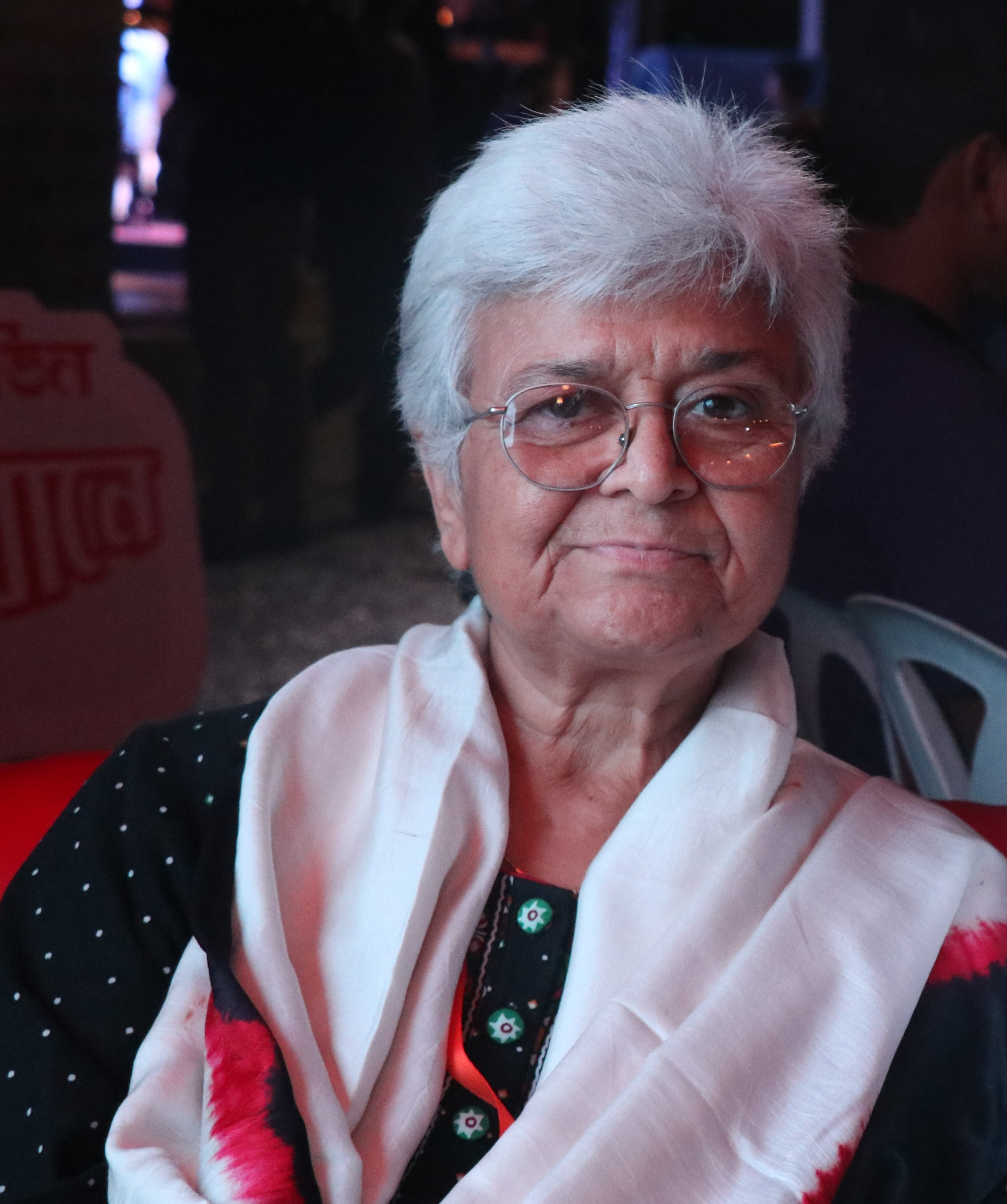
Kamla Bhasin, 2017

Kamla Bhasin (* 24. April 1946 in Shaheedanwali, Mandi Bahauddin, Punjab, Britisch-Indien; † 25. September 2021 in Delhi) war eine indische feministische Entwicklungsaktivistin, Dichterin, Autorin und Sozialwissenschaftlerin. Bhasins Arbeit, die 1970 begann, konzentrierte sich auf Geschlechtererziehung, menschliche Entwicklung und die Medien.
Nach einer Anstellung bei den Vereinten Nationen wurde sie Gründungsmitglied und Beraterin für Sangat – A Feminist Network. Bekannt wurde sie für ihre Gedichte Kyunki main ladki hoon, mujhe padhna hai („Weil ich ein Mädchen bin, muss ich mich um Bildung bemühen“) und Azadi („Freiheit“).
Sie vertrat eine Form der Interessenvertretung, die feministische Theorie und gemeinschaftliche Aktionen miteinander verband. Sie arbeitete mit unterprivilegierten Frauen aus Stammes- und Arbeitergemeinschaften, wobei sie oft Plakate, Theaterstücke und andere nicht-literarische Methoden einsetzte, um Gemeinschaften mit geringer Alphabetisierungsrate zu erreichen. Sie vertrat stets die Ansicht, dass eine wirksame Veränderung nur dann möglich ist, wenn die Appelle von einer Mobilisierung der Gemeinschaft begleitet werden.

## Leben
Kamla Bhasin bezeichnete sich selbst als Teil der „Mitternachtsgeneration“, eine Anspielung auf die Generation von Indern, die um die Zeit der Unabhängigkeit geboren wurde. Sie war das vierte von sechs Geschwistern. Ihr Vater war Arzt in Rajasthan. Sie wuchs in der Nähe des dörflichen Indiens auf, was ihr half, ein Verständnis für die Probleme der Frauen in den Dörfern Indiens zu entwickeln. Diese Erfahrung sollte für ihr Leben und ihre spätere Karriere entscheidend sein. Sie besuchte eine staatliche Universität, um ihren Bachelor- und Masterabschluss zu machen. Später sagte sie, dass sie die Erfahrung als wenig inspirierend empfand und daher ihren Abschluss nicht mit Bestnoten machte.
Bhasin lernte ihren Ehemann in Rajasthan kennen, als sie für die NGO Seva Mandir arbeitete. Später erzählte sie, dass ihr Mann ein unglaublich feministischer Mann war und progressive Ideen vertrat. Ihr Mann schlug vor, dass ihre Kinder beide Nachnamen annehmen sollten, und unterstützte sie, als Bhasins 70-jährige Mutter bei ihnen einzog. Die Ehe litt aber an häuslicher Gewalt und Untreue.
Als ihren größten Verlust empfand sie den Tod ihrer erwachsenen Tochter, die ihr sehr wichtig war. Sie hatte zudem einen Sohn, der nach einer Fehlreaktion auf einen Impfstoff behindert wurde.
Bhasin starb mit 75 Jahren an Krebs.

## Ausbildung und Karriere
Bhasin erwarb einen M.A. an der Universität Rajasthan und studierte dann mit einem Stipendium Entwicklungssoziologie an der Universität Münster. Danach unterrichtete sie etwa ein Jahr lang am Orientierungszentrum der Deutschen Stiftung für internationale Entwicklung in Bad Honnef. Danach wollte sie nach Indien zurückkehren und das dort Gelernte umsetzen. So begann sie für die NGO Seva Mandir zu arbeiten, die sich vor allem für die Nachhaltigkeit der natürlichen Ressourcen einsetzt. Dort erkannte sie, dass das Kastenwesen in der indischen Gesellschaft sich bis in Diskriminierung in der Verwaltung manifestierte. Das zeigte sich darin, dass die Brunnen der Brahmanen nie versiegten, da sie jedes Jahr staatliche Mittel für Bohrungen erhielten. Zu diesem Zeitpunkt schloss sie zudem, dass Fragen des Kastenwesens und des Feminismus sich gegenseitig bedingen.
Danach begann sie für die Ernährungs- und Landwirtschaftsorganisation der Vereinten Nationen zu arbeiten und wurde damit beauftragt, innovative Entwicklungsarbeit in asiatischen Ländern zu identifizieren und länderübergreifende Netzwerke zwischen Menschen zu schaffen, was in den 1970er Jahren wegen der gegenseitiger Feindseligkeit und den Kriegen in Südasien schwierig war. Deshalb zog sie 1976 nach Bangladesch und arbeitete bei Gonoshasthaya Kendra, einer Organisation für öffentliche Gesundheit im ländlichen Raum, wo sie Zafrullah Chowdhury kennenlernte, einen bangladeschischen Aktivisten, der ihre Sichtweise auf viele Dinge veränderte. Später beschrieb sie ihn als einen der wenigen Männer, die in Südasien über den Tellerrand hinausschauten.
Im Jahr 2002 kündigte sie ihren Job bei der UNO, um sich voll und ganz ihrem feministischen Netzwerk Sangat zu widmen, an dem sie schon eine Weile aus der UN-Position heraus gearbeitet hatte. In Zusammenarbeit mit Sangat organisierte sie Workshops, seit 1984 den „Sangat Month Long Course“, zum Verständnis feministischer Theorie und zur Entwicklung eines feministischen Aufbruchs. Die Methode unseres Kurses zum Aufbau von Fähigkeiten ist multidimensional und partizipativ. Einen Monat lang versuchen die Teilnehmerinnen zu verstehen, was das Patriarchat ist", sagte sie.
Sie schrieb Bücher und Broschüren über das Verständnis von Patriarchat und Geschlecht, die in fast 30 Sprachen übersetzt wurden. Sie werden heute von vielen NGO verwendet, um den Menschen zu helfen, Geschlechterfragen zu verstehen. Ihr Buch Laughing Matters, das sie gemeinsam mit Bindia Thapar verfasste und das erstmals 2005 veröffentlicht wurde, wurde 2013 neu aufgelegt und eine Hindi-Ausgabe erstellt. (Hasna Toh Sangharsho Mein Bhi Zaroori Hai), Feminismus und seine Bedeutung in Südasien. Weitere wichtige Schriften von ihr sind Borders & Boundaries: Women in India's Partition, oder Understanding Gender.
Sie war fester Bestandteil der Bewegung One Billion Rising in Südasien. Sie reiste nach Nepal, um den Startschuss für die Bewegung 2017 in Kathmandu, Nepal, zu geben.

## Positionen
Sie wandte sich gegen den Kapitalismus als Mittel des Patriarchats. Sie argumentierte, dass das Wesen der modernen Familie auf dem Konzept des Eigentums beruht: „Das alles begann, als das Privateigentum entstand. Die Menschen wollten ihr Erbe weitergeben, aber die Männer wussten nicht, wer ihre Kinder waren, nur die Frauen waren als Mütter bekannt, weil es keine Familien gab. Das war der Beginn des Patriarchats“, sagte sie.
Darüber hinaus argumentierte sie, dass der moderne neoliberale Kapitalismus und seine obszönen Seiten wie die Pornografie- und die Kosmetikindustrie, beides Milliarden-Dollar-Industrien, Frauen auf ihre Körper reduzieren. Darüber hinaus fördern diese Industrien eine Form der Entmenschlichung von Frauen, die zu einer Kultur der Gewalt und des Missbrauchs beiträgt: „Wenn du nur ein Körper bist - was schadet es dann, dich zu vergewaltigen oder zu befummeln?“ Sie bezeichnete den Kapitalismus als ein System, in dem alles verkäuflich ist und der Profit mehr zählt als der Mensch.
Bhasin war der Ansicht, dass Frauen in Südasien durch eine Vielzahl sozialer Bräuche und Glaubensvorstellungen gefesselt sind, die das Patriarchat strukturell stützen. „Oft wird die Religion als Schutzschild benutzt, um das Patriarchat zu rechtfertigen. Wenn man etwas in Frage stellt, wird einem gesagt: «yeh toh hamara sanskar hai, riwaaj hai» [Das ist unsere Kultur, unsere Tradition]. Und wenn man das tut, bedeutet das, dass die Logik aufhört und der Glaube Einzug hält“, sagte sie zum Beispiel 2013 in einem Interview mit The Hindu. Sie stellte patriarchalische Vorstellungen in der Sprache in Frage und hinterfragte die Gültigkeit und Geschichte alltäglicher Wörter. Das Hindi-Wort swami, das häufig für einen Partner verwendet wird, bedeutet beispielsweise „Herr“ oder „Besitzer“, ebenso wie das Wort für „Ehemann“, dessen Wortstamm dem „Tierhalter“ entspricht. Sie verurteilte all diese Bräuche als Verstoß gegen die indische Verfassung, die jeder Frau das Recht auf Gleichheit und das Versprechen eines würdigen Lebens gibt.
Bhasin wies die Vorstellung zurück, Feminismus sei ein westliches Konzept. Sie betonte, dass der indische Feminismus seine Wurzeln in seinen eigenen Kämpfen und Schwierigkeiten hat. Sie sei nicht durch das Lesen anderer Feministinnen zur Feministin geworden, sondern als Teil einer größeren natürlichen Entwicklung von einer Entwicklungshelferin zu einer feministischen Entwicklungshelferin. Und sie sei damit auch nicht alleine. Auf die Frage, was sie dazu zu sagen habe, dass der Begriff Feminismus viele Menschen verärgere, antwortete sie: „Die Leute sind nicht glücklich mit dem Feminismus, und selbst wenn ich ihn XYZ nenne, werden sie immer noch dagegen sein. Das liegt daran, dass sie sich daran stören, dass wir Freiheit und Gleichheit wollen, und dass es viele Menschen, Bräuche und Traditionen gibt, die den Frauen die Freiheit nicht geben wollen.“
Sie stimmte zwar zu, dass Theorie und Aktion Hand in Hand gehen müssen, um Veränderungen zu bewirken, aber sie war der Meinung, dass feministische Theorie in sich wichtig ist. In ihren Workshops gab es immer beide Sichten und sie arbeitete regelmäßig mit Sozialwissenschaftlern, Feministen und Akademikern zusammen. Sie behauptete, dass Feminismus kein Krieg zwischen Männern und Frauen sei. Sie sagte, es sei ein Kampf zwischen zwei Ideologien. Die eine erhebt Männer und verleiht ihnen Macht, die andere setzt sich für Gleichberechtigung ein. Bhasin wurde für Äußerungen kritisiert, die sie in die Nähe von TERF rückten, wofür sie sich entschuldigte.